# موتور رستم بلوتش زهي (بمبور الشرقي)
موتور رستم بلوتش زهي (بالإنجليزية: Mowtowr-e Rostam Baluch Zehi)‏ هي منطقة سكنية تقع في إيران في سيستان وبلوتشستان. يقدر عدد سكانها بـ 113 نسمة بحسب إحصاء 2016.